# Susanoo-no-Mikoto

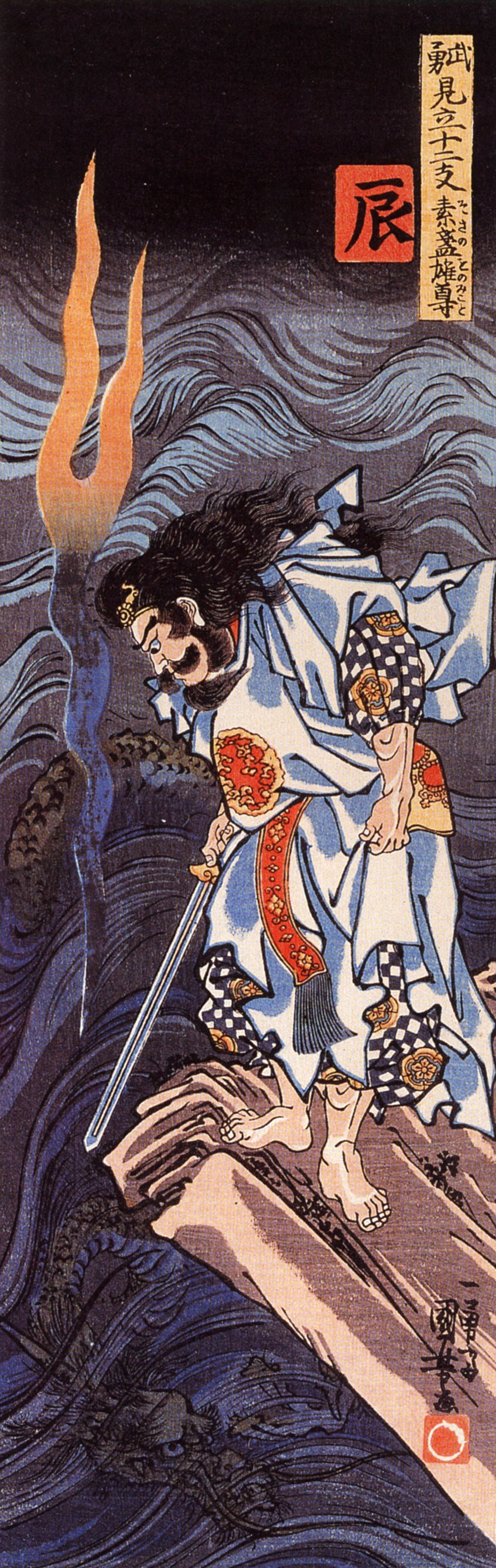
Susano'o chém Yamata no Orochi, vẽ bởi Utagawa Kuniyoshi

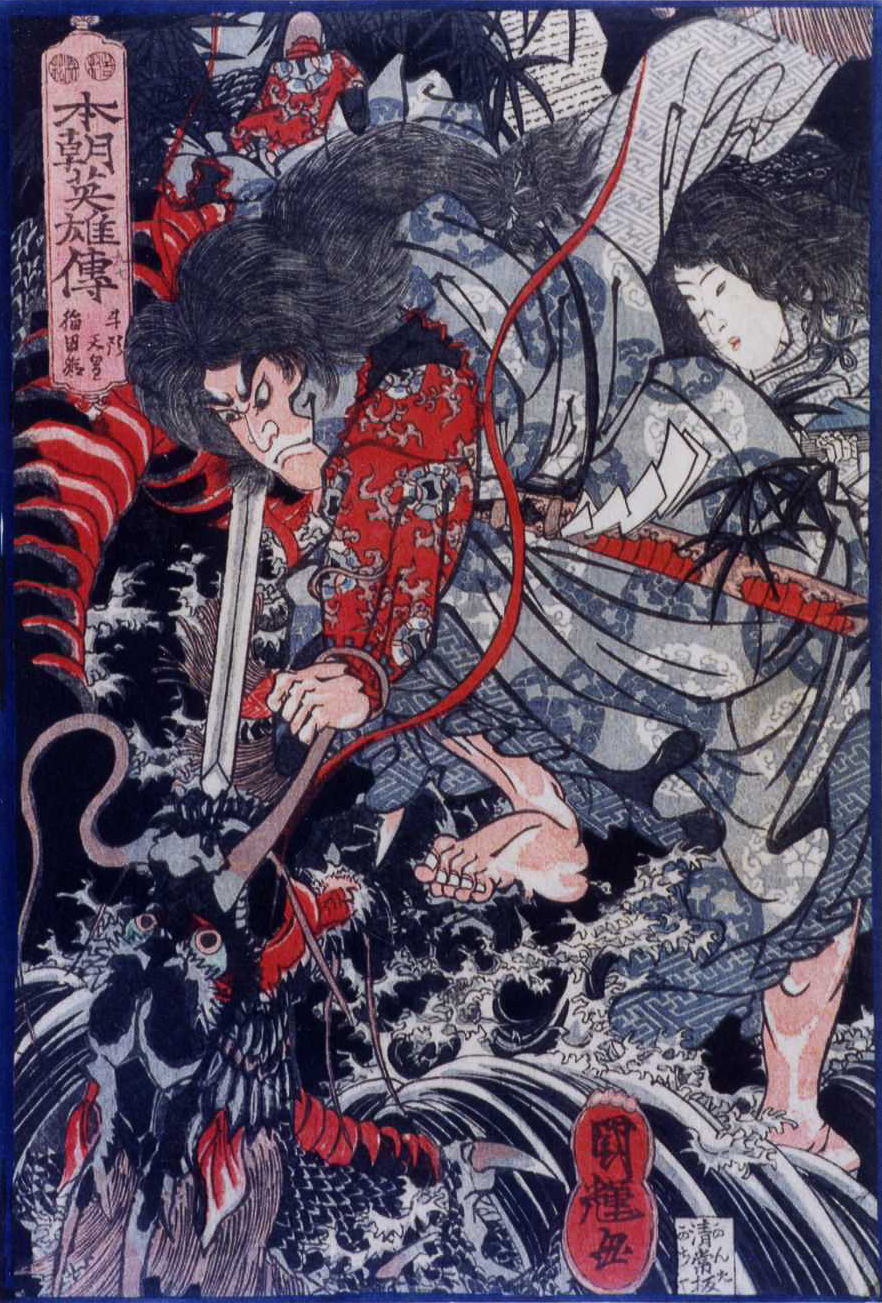
Susanoo chém Yamata no Orochi, vẽ bởi Kuniteru

Susanoo (須佐之男 (スサノオ)  cũng được La tinh hóa là Susano-o, Susa-no-O, Susano'o, và Susanowo), còn được biết đến với tên gọi Takehaya Susanoo-no-Mikoto (建速須佐之男命) và Kumano Ketsumiko no kami tại Đền Kumano, là vị thần biển cả và bão tố của Thần đạo. Ông cũng được cho là là người cai trị Neno-Katasu-Kuni (根之堅洲國) (giờ là Yasugi thuộc tỉnh Shimane). Ông kết hôn với Kushinadahime.

## Truyền thuyết
Trong thần thoại Nhật Bản, Susanoo, vị thần đốm bão tố hùng mạnh của Mùa hè, là em trai của Amaterasu, nữ thần Mặt Trời, và của Tsukuyomi, thần Mặt Trăng. Cả ba đều được sinh ra từ Izanagi, khi ông rửa sạch mặt mình khỏi bụi bẩn của Yomi, Hoàng Tuyền. Amaterasu được sinh ra khi Izanagi rửa mắt trái, Tsukuyomi được sinh ra khi ông rửa mắt phải, và Susanoo khi rửa mũi. Susanoo sử dụng Totsuka-no-Tsurugi làm vũ khí của mình.
Nguồn cổ nhất về truyền thuyết Susanoo là Cổ sự ký khoảng năm 712 CN và Nhật Bản thư kỷ khoảng năm 720 CN. Chúng kể một mối cừu hận có từ lâu đời giữa Susanoo và chị gái của mình. Khi ông rời khỏi Cao Thiên Nguyên bởi lệnh của Izanagi, ông tới để chào tạm biệt chị mình. Amaterasu thấy nghi ngờ, nhưng khi Susanoo đề xuất một thử thách để chứng minh sự thật lòng của mình, bà đã chấp nhận. Mỗi người trong số họ lấy một vật phẩm từ người còn lại và từ đó sinh ra các vị thần và nữ thần. Amaterasu sinh ra ba người phụ nữ từ Totsuka-no-Tsurugi của Susanoo trong khi ông sinh ra năm người đàn ông từ vòng cổ của bà. Tuyên bố rằng những vị thần là của bà vì họ được sinh ra từ vòng cổ của bà, và những nữ thần là của ông, bà quyết định rằng bà đã chiến thắng thử thách, vì vật phẩm của ông sinh ra phụ nữ. Hai người hài lòng được một thời gian, nhưng Susanoo, vị Thần Bão tố, trở nên bồn chồn. Trong cơn tức giận, ông đã phá hủy ruộng lúa của chị gái mình, ném một con ngựa bị lột da vào khung cửi của bà, và giết một trong những người hầu hạ của bà. Amaterasu, người đang trong cơn giận dữ và đau buồn, đã trốn bên trong Ama-no-Iwato (Thiên Nham Hộ), do đó giấu đi mặt trời trong một khoảng thời gian dài.